# Scream 7
Scream 7 je připravovaný americký filmový horor z roku 2026 režiséra Kevina Williamsona podle scénáře Guye Busicka. Autory námětu jsou James Vanderbilt a Busick. Jedná se o sedmý film franšízy Vřískot a sequel snímku Vřískot 6 (2023). V hlavních rolích se představí Neve Campbell, Courteney Cox, David Arquette, Mason Gooding, Jasmin Savoy Brown, Joel McHale, Isabel May, Celeste O'Connor, Asa Germann, Mckenna Grace, Sam Rechner a Anna Camp.
Natáčení filmu bylo zahájeno 7. ledna 2025. Do amerických kin má být uveden 27. února 2026.